# Глибинні вимірювальні пристрої
Глибинні вимірювальні пристрої (рос.глубинные измерительные устройства; англ. deep measuring devices; нім. Tiefaufnahmevorrichtungen f pl, Tiefenmeßgeräte n pl) — засоби вимірювання на вибої і вздовж стовбура свердловини параметрів, за величинами яких визначають технологічні режими роботи свердловин, а також характеристики нафтових і газових пластів.
З допомогою глибинного вимірювального обладнання визначають тиск, температуру, витрату, вологовміст потоку рідини, його густину та ін.